# Hiroaki Kunitake
Hiroaki Kunitake (国武 大晃?, Hiroaki Kunitake) (Higashiura, 10 febbraio 2002) è uno snowboarder giapponese, specializzato in slopestyle e big air.

## Biografia
Specializzato in slopestyle e big air e attivo in gare FIS dal marzo 2016, Kunitake ha debuttato in Coppa del Mondo il 4 settembre 2017, giungendo 19º in slopestyle a Cardrona e ha ottenuto il suo primo podio il 1 gennaio 2018, classificandosi 2º nella stessa specialità a Snowmass Village, nella gara vinto dallo statunitense Redmond Gerard.
In carriera preso parte a due rassegne olimpiche e due iridate.

## Palmarès

### Winter X Games
- 1 medaglia:
  - 1 argento (big air ad Aspen 2024)

### Coppa del Mondo
- Miglior piazzamento in classifica generale: 6º nel 2018
- 4 podi:
  - 1 vittoria
  - 1 secondo posto
  - 2 terzi posti

#### Coppa del Mondo - vittorie
| Data             | Luogo           | Paese       | Disciplina |
| ---------------- | --------------- | ----------- | ---------- |
| 15 dicembre 2023 | Copper Mountain | Stati Uniti | BA         |

Legenda:

BA = Big air